# Balvu pagasts
Balvu pagasts er en territorial enhed i Balvu novads i Letland. Pagasten havde 786 indbyggere i 2010 og 726 indbyggere i 2016 og omfatter et areal på 82,64 kvadratkilometer. Hovedbyen i pagasten er Naudaskalns.